# Nagurus insularum
Nagurus insularum är en kräftdjursart som först beskrevs av Karl Wilhelm Verhoeff1926.  Nagurus insularum ingår i släktet Nagurus och familjen Trachelipodidae. Inga underarter finns listade i Catalogue of Life.